# Internet Defense League
La International Defense League —en español: Liga de Defensa de Internet— es una organización y red lanzada en marzo de 2012 con el objetivo de organizar protestas y responder a las amenazas que recibieron la libertad en Internet y al Internet abierto.Se creó siguiendo las protestas contra SOPA y PIPA, llegando a tener 30,000 miembros en 2013, conformado por organizaciones, páginas web y usuarios independientes.

## Historia
La página web The Internet Defense League (Liga de la Defensa del Internet) es la creación de la organización sin fines de lucro Fight for the Future(Lucha por el futuro), un grupo conocido por su participación en las protestas contra la ley SOPA de 2011,y del cofundador de Reddit, Alexis Ohanian.El IDL se lanzó oficialmente el 19 de julio de 2012.  Organizó actos de presentación en San Francisco, Nueva York, Washington D. C., Londres y Ulán Bator.
El IDL recibió el apoyo inicial de la Fundación Mozilla, WordPress, Reddit, Cheezburger Network, Electronic Frontier Foundation,  Public Knowledge, OpenCongress, Grooveshark,  Imgur,Fark, el Proyecto Tor,La Quadrature du Net y el Centro para la Democracia y la Tecnología. Wikipedia consideró unirse a la IDL.Al momento de su publicación, recibieron el apoyo de los miembros del Congreso de los EE. UU., entre ellos, Darrell Issa, Ron Wyden y Jerry Moran.
La IDL se opone al CISPA H4R-3523 / H.R.234 (2015-2016) y, en 2013, la IDL estaba activamente organizada contra este proyecto y, más de treinta mil páginas web se unieron para oponerse.Después de la muerte de Aaron Swartz, continuaron apoyando la reforma de la Ley de Abuso y Fraude Informático (CFAA, por sus siglas en inglés).
En julio de 2013, organizaron la campaña Restore the fourth, en referencia a la Cuarta Enmienda de la Constitución de Estados Unidos, para protestar contra la vigilancia gubernamental.Miles de páginas web se sumaron al evento. Pidieron que se enmendaran las leyes que regulan la vigilancia y que los usuarios de internet se pusieran en contacto con los miembros del Congreso de Estados Unidos para que investigaran los programas de vigilancia de la NSA (Agencia de Seguridad Nacional, ciberseguridad y SIGINT). También pidieron que las páginas web publicaran el texto completo de la cuarta enmienda. En 2015, la organización volvió a protestar contra la vigilancia de la NSA.

## Página web
Según Tiffiniy Cheng, cofundadora de Fight the Future, la finalidad de la página de The Defense League (La Liga de Defensa de Internet) es inscribir a miles de páginas web, desde grandes organizaciones hasta blogueros, que puedan movilizarse rápidamente en caso de ser necesario para futuras protestas en contra la legislación hacia la piratería. Utilizan una “cat signal” (señal de gato), inspirada en la Bat-Señal. Al hablar con la CNN sobre por qué eligieron un gato como símbolo "Hay una teoría académica… que dice que si se prohíbe que la gente comparta fotos de gatos, empezarán a protestar en masa. La señal digital se añade a los sitios web de apoyo como un widget web, llamando la atención sobre las protestas actuales apoyadas por el IDL.
El lema del sitio es "Make sure the Internet never loses. Ever." (Haz que Internet nunca pierda. Nunca.)